# Anton Bulla
Anton Bulla (17. dubna 1901 – 9. prosince 1987) byl slovenský fotbalový útočník a později fotbalový trenér.

## Hráčská kariéra
V československé lize hrál za I. ČsŠK Bratislava. Nastoupil v 8 ligových utkáních a dal 4 góly. V amatérském reprezentačním týmu nastoupil v letech 1929–1930 v 6 utkáních a dal 3 góly. Amatérský mistr Československa 1930.

### Prvoligová bilance
| Ročník              | Zápasy | Góly | Klub               |
| ------------------- | ------ | ---- | ------------------ |
| I. liga 1921/22     | 16     | 14   | First Vienna FC    |
| I. liga 1922/23     | 21     | 15   | First Vienna FC    |
| I. liga 1923/24     | 7      | 5    | First Vienna FC    |
| I. liga 1923/24     | 5      | 3    | SK Slovan Wien     |
| I. liga 1924/25     | 9      | 4    | SK Slovan Wien     |
| I. liga 1925/26     | 17     | 15   | First Vienna FC    |
| I. liga 1926/27     | 21     | 21   | First Vienna FC    |
| I. liga 1935/36     | 8      | 4    | I. ČsŠK Bratislava |
| CELKEM I. ČS. LIGA  | 8      | 4    |                    |
| CELKEM I. RAK. LIGA | 96     | 77   |                    |

## Trenérská kariéra
- 1953 – Slovan Bratislava
- 1953–1955 –  Československo – dorost, junioři, B-tým
- 1959–1960 –  Wacker Innsbruck
- 1961 – Slovan Bratislava
- 1961–1962 – Dynamo Žilina
- 1962–1963 – Slovan Bratislava